# أول ديو
أول ديو (بالدنماركية: Ole Due)‏ هو قاضي دنماركي، ولد في 10 فبراير 1931، وتوفي في 21 يناير 2005 في هيليرود في الدنمارك.